# Neolophonotus nodus
Neolophonotus nodus là một loài ruồi trong họ Asilidae. Neolophonotus nodus được Londt miêu tả năm 1988. Loài này phân bố ở vùng nhiệt đới châu Phi.